# ميغيل أنخيل رودريغز إيشيفيريا
ميغيل أنخيل رودريغز إيشيفيريا (بالإسبانية: Miguel Ángel Rodríguez Echeverría)‏ (و. 1940 – م) هو عالم اقتصاد، وسياسي، ومحام من كوستاريكا ولد في سان خوسيه، كوستاريكا.

## التعليم
تعلم في جامعة كاليفورنيا، بركلي.